# Logistikcontrolling
Logistikcontrolling ist die Anwendung des allgemeinen Controllings auf die Logistik.
Die Aufgabe des Logistikcontrolling ist es, die komplexen und hohen Leistungsanforderungen der Logistik, ihrer Systeme und Teilbereiche zu planen, zu überwachen und zu steuern. Dazu erhebt das Logistikcontrolling unterschiedliche Daten und generiert daraus Informationen. Diese Informationen werden eingesetzt, um durch Koordination des Logistikmanagements alle Logistikziele optimal zu erreichen. Jedes Unternehmen benötigt hierfür ein individuelles und auf seine speziellen Bedürfnisse und Anforderungen zugeschnittenes Logistikcontrolling.

## Herausforderung und Handlungsbedarf
Logistik ist eine Dienstleistung, welche sehr heterogene und über das gesamte Unternehmen verteilte Leistungen erbringt. Transparenz, Steuerbarkeit und Führungsfähigkeit sind daher nicht selbstverständlich und somit nur durch aktive, weit reichende und nachhaltige Maßnahmen zu erreichen.
Bei fallenden Marktpreisen und abnehmenden Margen steigt der Kostendruck auf Unternehmen und zwingt diese auch Optimierungen in der Materialwirtschaft vorzunehmen. Die Herausforderung des Logistikcontrollings besteht darin, Logistikprozesse auf strategischer und operativer Ebene nachhaltig zu verbessern und zu optimieren sowie die erbrachten Leistungen zu quantifizieren.

## Ziele und Aufgaben
Übergeordnetes Ziel des Logistikcontrolling ist es, eine permanente und nachhaltige Wirtschaftlichkeitskontrolle durch stetige Soll-Ist Vergleiche von Kosten und Leistungen sowie die Beschaffung, Verdichtung und Bereitstellung entscheidungsbezogener Informationen zu erreichen. Hierbei ist den unterschiedlichen Sichtweisen im Unternehmen Rechnung zu tragen und den unterschiedlichen Zielgruppen die jeweils für sie relevanten Informationen verfügbar zu machen. Beispielsweise hat die Geschäftsleitungsebene einen anderen Problemhorizont als ein operativ tätiger Logistikleiter.
Die Ziele des Logistikcontrollings werden unterteilt in strategische und operative Ziele. Erfolgreiches strategisches Logistikcontrolling gründet auf einer wettbewerbsfähigen Logistikstrategie, mindestens einem wirkungsvollen Führungsinstrument (z. B. Balanced Scorecard), der Anpassung der Logistikorganisation sowie der Personalorganisation.  Ziele des operativen Logistikcontrollings sind die Herstellung der kontinuierlichen Kosten- und Leistungstransparenz der gesamten Lieferkette, die Entwicklung zuverlässiger operativer Kennzahlen und das Berichtswesen zur Analyse der Ursachen. Durch Installation von Regelkreisen wird die gesamte Wertschöpfungskette transparent und die Prozesse steuerbar.

## Das Logistikcontrolling Modell
Das generische Modell des Logistikcontrollingprozesses beschreibt den Handlungsbereich des Logistikcontrollings im Unternehmen. Dabei ist das Profil eines wirkungsvollen und effizienten Logistikcontrollings in den Dimensionen des Modells abgebildet, die den Aufgabenbereich des Logistikcontrollings in allen Unternehmensprozessen, in der gesamten Organisation und im Führungsprozess beschreiben.

### Dimension Unternehmensprozesse
Diese Dimension beschreibt die drei großen Basisprozesse der Unternehmenslogistik. Beschaffung, Produktion und Distribution ermöglichen einen Wertschöpfungsprozess im Unternehmen, der in eine Erfüllung der Kundenerwartung münden soll. Um eine nachhaltige Wirkung zu erreichen, muss das Logistikcontrolling diese drei Basisprozesse über Kennzahlen abbilden.

### Dimension Organisation
Der Ablauf von Prozessen, der Aufbau der Organisation sowie die Bedeutung des Logistikcontrollings in der Organisation entscheiden über die Rahmenbedingungen des Logistikcontrollings in der Organisation. Die organisatorische Verankerung des Logistikcontrollings in der Unternehmung erfolgt primär nach der Fähigkeit zur aktuellen Bereitstellung von prozessbezogenen Informationen und deren unmittelbaren Weiterleitung an die Führungsebene. Das Logistikcontrolling muss in allen Hierarchien der Organisation vertreten sein, damit die Anforderungen für ein wirkungsvolles und effizientes Logistikcontrolling erfüllt werden. Dabei benötigt das Logistikcontrolling wie jede andere Organisationseinheit einen definierten Aufgabenraum sowie die nötige Umsetzungskompetenz. In diesem Sinne ist das Logistikcontrolling auch für die Erreichung der Logistikziele verantwortlich, die im Interesse des gesamtunternehmerischen Handels liegen müssen.

### Dimension Führungsprozesse
Im Fokus des Führungsprozesses des Logistikcontrollings liegt die Definition von Logistikzielen, das Erfassen von Daten, das Analysieren von Informationen, das Einleiten von Verbesserungsmaßnahmen und deren nachhaltige Sicherung. Dieser Controllingprozess beschreibt einen in sich geschlossenen Regelkreis, welcher eine nachhaltige und zielgerichtete Optimierung der Logistik ermöglicht.

#### Definition von Logistikzielen
Die nötigen Logistikziele werden von der Unternehmensstrategie abgeleitet. Die Fragestellung könnte demnach lauten: „Wie kann die Logistik das strategische Ziel unterstützen?“
Wichtig sind bei der Ermittlung des Ergebnisbeitrags der Logistik die Einschätzung der Stärken und Schwächen im eigenen Unternehmen sowie die Ermittlung der externen Chancen und Risiken am Markt. Mit Hilfe dieses Inputs können wirkungsvolle Logistikziele entwickelt werden. Bei der Zieldefinition sind ebenfalls die strategischen Schlüsselfaktoren bzw. Key Performance Indicators (KPI’s) zu identifizieren. Mittels der Kosten- und Leistungsrechnung für die Logistik können Kennzahlensysteme entwickelt werden, welche die Schwachstellen im Logistiksystem transparent machen sollen. Diese Kennzahlen bzw. Kennzahlensysteme werden als Messinstrumente eingesetzt. Der Auswahl der Kennzahlen ist dabei besondere Beachtung zu schenken. Empfehlenswert ist ein firmenindividueller Kennzahlen-Mix aus Struktur- und Rahmenkennzahlen (Aufgabenumfang und Kapazitäten), Produktivitätskennzahlen (Produktivität von Personal und Arbeitsmittel), Wirtschaftlichkeitskennziffern (Logistikkosten von Leistungseinheiten), Qualitätskennzahlen (Zielerreichungsgrad). Des Weiteren sollte der Kennzahlen-Mix aus Früh- und Spätindikatoren, kurz- und langfristigen sowie aus monetären und nicht-monetären Kennzahlen bestehen. 
Ausgewählte Kennzahlen sind 
- Bestandswert [€] = Ø Menge × Einkaufswert
- Durchlaufzeit [AT] = Warenausgang – Wareneingang
- Reichweite [d] = Lagerbestand / Abgangsmenge pro Zeitspanne
- Lagerumschlagshäufigkeit [Stk/d] = 1/Reichweite = Abgangsmenge pro Zeitspanne / Lagerbestand
- Wiederbeschaffungszeit [AT] = Dauer der Bestellung bis Wareneingang
- Termintreue [%] = Ist-Termin / Soll-Termin
- Lieferbereitschaftsgrad 1 [%] = Erfüllte Aufträge/Gesamtaufträge
- Lieferbereitschaftsgrad 2 [%] = Gelieferte Menge/Gesamtbestellmenge
- Lieferbereitschaftsgrad 3 [%] = Wert der ausgelieferten Artikel/Gesamtbestellwert
- Fehllieferquote [%] = Zahl der nicht korrekten Lieferungen / Gesamtzahl der Lieferungen
- Anteil der Vorräte am Umsatz [€] = Vorräte/Umsatz
- Anteil Logistikkosten am Umsatz [%] = Logistikkosten/Umsatz

#### Erfassen von Daten
Der Kostenaufwand für die Datenerfassung muss immer im vernünftigen Verhältnis zum Nutzen der Kennzahl stehen. Die empfehlenswerteste Variante besteht darin, auf bereits bestehende Daten aus den EDV-Systemen zurückzugreifen. Die vorliegenden Ergebnisse der Messung sind in die geplanten Kennzahlen zu überführen.

#### Analysieren der Informationen
Die erhobenen Daten werden in dieser Phase gesammelt, verdichtet und ausgewertet. Die gewonnenen Kennzahlen sind mit den jeweiligen Referenzen zu vergleichen. Abhängig von der Messgröße werden ex-post Soll/Ist-Vergleiche, Zeitvergleiche, oder unternehmensinterne oder -externe Vergleiche, z. B. mittels Benchmarking, durchgeführt. Darüber hinaus können für die Interpretation der Daten Analysemethoden wie „Brainstorming“ oder „Die-5-Warums“ verwendet werden. Ziel dieser Kreativtechniken ist es, Zusammenhänge, Korrelationen sowie deren Einflussstärken zu erkennen. Das Ergebnis dieser Phase sollte die Verifizierung von Hauptursachen darstellen.

#### Einleiten von Verbesserungsmaßnahmen
Auf die Analysephase folgt die Phase der Umsetzung von Verbesserungsmaßnahmen. Hierbei sind verantwortliche Personen zu benennen, um die Maßnahmen zielgerichtet zu planen und zu managen. Bei der Durchführung dieser Maßnahmen sind die Prozesse kontinuierlich zu beobachten und die erbrachte Leistung fortlaufend zu messen. So werden die Daten für die Generierung der Kennzahlen stetig und ununterbrochen erfasst.

#### Nachhaltige Sicherung von Ergebnissen
Um die Nachhaltigkeit jeder Verbesserungsinitiative zu sichern, sollte jeder optimierte Prozess standardisiert werden. Bei Abweichungen vom Standard wird mit entsprechenden Maßnahmen gegengesteuert. Diese Phase ist besonders für das organisatorische Lernen wichtig, da die gesetzten Maßnahmen auf ihre Wirkung hin überprüft werden können. Sollten gesetzte Verbesserungsmaßnahmen keine langfristige Wirkung zeigen, können weitere Maßnahmen ergriffen werden, um diese Lücke zu schließen.